# Жарко Вуковић Пуцар
Жарко Вуковић Пуцар (Зелина, код Осмака, 1911 — Тузла, 30. септембар 1944) био је учесник Народноослободилачке борбе и народни херој Југославије.

## Биографија
Потиче из сиромашне сељачке породице. Његов отац Јово је био беземљаш. Пошто је рано остао без родитеља, морао је од најраније младости радити код богатих сеоских газда.
Напад сила Осовине на Краљевину Југославију, 6. априла 1941. године и почетак Априлског рата, га је затекао на одслужењу војног рока на обали Јадранског мора. После капитулације Југословенске краљевске војске, избегао је заробљавање и вратио се у родно место. Када су у његовом крају отпочели усташки злочини над српским становништвом, укључио се у припреме за организовање устанка.
На почетку устанка, у лето 1941. године, учествовао је у првим борбама устаника са усташама. Посебно се истакао у борби на путу Зворник-Тузла, а убрзо потом је постављен за командира Вацетињске партизанске чете. Нешто касније постао је командант Спречанског батаљона Бирчанског партизанског одреда. Почетком 1942. године, када је међу устаничким снагама у источној Босни дошло до раздора између партизанских и четничких снага, Жарко је одлучно остао на линији Народноослободилачког покрета (НОП). У то време дошло је до расипања многих партизанских јединица у овом крају, услед четничких завера. Део заслуге за очување Бирчанског партизанског одреда, припадао је и Жарку, јер је својим ауторитетом, као истакнути и храбри борац, утицао на друге борце да прихвате циљеве партизанског покрета.
У јесен 1942. године, када су партизанске снаге, напуштале територију Бирча и прелазиле на Мајевицу и у Срем, Жарко је остао на терену Спрече, где је илегално деловао међу активистима Народноослободилачког покрета. После низа усташких и четничких хајки на њега, био је ухапшен, али је уз помоћ тројице другова успео да побегне. Када је крајем 1942. и почетком 1943. године дошло до новог замаха у ослободилачкој борби у источној Босни, Жарко је радио на окупљању нових бораца и формирању партизанских јединица. Када је у јесен 1943. године формирана Деветнаеста бирчанска бригада, постављен је за команданта Другог батаљона. У току 1943. године примљен је у чланство Комунистичке партије Југославије (КПЈ).
У априлу 1944. године његова бригада је била стално нападана од стране немачко-усташких и четничких снага и водила је свакодневне борбе на простору Умчани-Обло брдо. У овим борбама посебно се истакао Жарков Други батаљон. Његов батаљон се истакао током јуна и јула у борбама око Соколца, Хан Пијеска, Власенице, Среберенице, Зворника и Шековића и у току септембра у нападу на Тузлу. Као успешан руководилац, постављен је за заменика команданта бригаде и унапређен у чин мајора.
Жарко је 21. септембра 1944. године, заједно са борцима извиђачке чете учествовао у диверзантској акцији у Зворнику, који је бранио усташко-домобрански батаљон. Жаркови борци су тада преобучени у униформе припадника СС јединица, које су биле заробљене приликом ослобођења Тузле, са два камиона и једним аутомобилом упали у град. Непријатељска заседа их је пропустила у град, мислећи да су то Немци, који су се повукли из Тузле. Када су камиони ушли у град, око њих су се окупили непријатељски војници да их поздраве. Партизани су тада искочили из камиона и отпочели рафалну паљбу. Непријатељ је био изненађен и није успео да организује отпор. За врло кратко време читав град је био ослобођен, а скоро целокупна посада, са командантом заробљена.
Следећег дана, 22. септембра, партизанска моторизована колона се враћала из Зворника у Осмаке, али ју је изнад села Цапарда, с брда Црни врх на њу запуцала четничка заседа. Четници су брзом интервенцијом разбијени, али су у свом нападу успели да тешко ране Жарка, који се налазио у првом камиону поред возача. Тешко рањени Жарко тада је пребачен у болницу у ослобођену Тузлу, где је оперисан и извађен му је метак из главе, али је кроз неколико дана преминуо. Сахрањен је уз војне почасти 1. октобра 1944. године у Тузли.
Указом Председништва Антифашистичког већа народног ослобођења Југославије (АВНОЈ), 26. јула 1945. године, међу првим борцима Народноослободилачке војске, проглашен је за народног хероја.